# جلال طبیب شیرازی
جلال‌الدین احمد بن یوسف بن الیاس طبیب شیرازی معروف به جلال طبیب شیرازی حکیم، طبیب و شاعر قرن هشتم بود.  او پزشک مخصوص شاه شجاع (حکـ: ۷۶۰ - ۷۸۶) به شمار می‌رفت. از او در مآخذی نظیر تذکره الشعرای دولتشاه سمرقندی، و سفینه خوشگو و عرفات العاشقین و عرصات العارفین سخن رفته و نمونه‌هایی از شعر وی نقل شده است.  منظومه گل و نوروز (سروده ۷۳۴) از آثار اوست که به تصحیح علی محدث منتشر شده است.  دیوان شعر او نیز توسط نصرالله پورجوادی به چاپ رسیده‌است.

## زندگی‌نامه
از سال تولد وی اطلاع درستی در دست نیست. پدر او یوسف بن صائن‌الدین الیاس، که بنا به گفته خود جلال مردی اهل شیراز و در زهد و پارسایی مشهور و فردی گوشه‌گیر بوده است. عموی او نجم‌الدین محمود بن صائن‌الدین الیاس طبیب شیرازی که مردی بسیار دانشمند و طبیبی سرشناس بوده و به جز طب در علوم دیگر نیز دست داشته است. در منظومه گل و نوروز جلال دو مرتبه از این عمو یاد کرده و عنوان نموده که او استادش بوده است. پدربزرگ او فقیهی به نام صائن‌الدین بوده که شاعر از سخنان معنوی و حیات‌بخش او یاد کرده است. 